# Хосров II Парвиз
Хосров II Парвиз („Победител“) е персийски цар (591 – 628) от династията на Сасанидите.

## Управление
През 590 г. избухва бунтът на пълководеца Бахрам Чобен, а недоволните магнати свалят от трона Хормазд IV, който е сменен със сина си Хосров II. На свой ред обаче Хосров е детрониран от Бахрам Чобен и избягва при византийския император, с чиято помощ побеждава узурпатора и се връща на трона през следващата година.
Хосров II по-късно води война с Византия (Персийско-византийска война 602-628). В първите десет години конфликтът се развива много успешно за Хосров II и към 620 година Персия владее големи територии от ромейските провинции – Сирия, Палестина, част от Мала Азия, Египет. В този период Сасанидската империя достига най-голямото си териториално разширение. Но след това Ираклий предприема контраофанзива и връща тези земи към Византия.
Тежките войни и прахосничеството на владетеля в крайна сметка омаломощават Сасанидската империя. Хосров II е убит през 628 г. вследствие на междуособици.